# Natalia Raciborowska
Natalia Raciborowska herbu Jelita (ur. ok. 1810 najprawdopodobniej w Łysowodach, zm. ok. 1840) – polska miniaturzystka amatorka.

## Życiorys
Była córką Ludwika Raciborowskiego, marszałka szlachty powiatu kamienieckiego, właściciela wsi Łysowody w powiecie krzemienieckim, oraz Aleksandry z Brzostowskich.
Pochowana została w kaplicy w Łysowodach na Podolu.

## Twórczość
W Bibliotece Zakładu Narodowego im. Ossolińskich znajduje się akwarelę na kartce autorstwa Natalii Raciborowskiej. 
Jest to portret młodej damy w liliowej sukni. Przedstawia on wizerunek kobiety, uchwyconej od bioder w górę i okrytej zielonym szalem. Jest to brunetka o niebieskich oczach. Na odwrocie akwareli znajduje się oznaczenie Nathalia Raciborowska fecit oraz dopisek ołówkiem 1840 na Podolu. 